# Trichocorixa louisianae
Trichocorixa louisianae är en insektsart som beskrevs av Arthur Louis Arthurovic de Jaczewski 1931. Trichocorixa louisianae ingår i släktet Trichocorixa och familjen buksimmare. Inga underarter finns listade i Catalogue of Life.